# Elecciones presidenciales de Ecuador de 1912
Las elecciones presidenciales de Ecuador de 1912 fue el proceso electoral el cual tuvo por objetivo la elección de un nuevo Presidente Constitucional de la República del Ecuador. 

## Antecedentes
Francisco Andrade Marín, presidente de la Cámara de Diputados, se encargó del poder ejecutivo luego de la renuncia de Carlos Freire Zaldumbide, en la época de caos político luego de la muerte de Emilio Estrada y Eloy Alfaro, convocando a elecciones a un nuevo período constitucional bajo la Constitución de 1906.
Estas elecciones fueron las primeras realizadas durante la llamada época de la plutocracia liberal, cuando los sectores bancarios, agroexportador y comercial del litoral tomaron el control político del Estado ecuatoriano, encabezados por el Banco Comercial y Agrícola de Guayaquil incidiendo no sólo en la política económica, sino también en las elecciones presidenciales y parlamentarias, garantizando el triunfo de sus candidatos a través del fraude electoral y la manipulación en coordinación con la facción placista y bancaria del partido oficialista liberal, siendo eliminada la facción radical alfarista en la Hoguera Bárbara.

## Desarrollo
Los candidatos fueron el expresidente Leonidas Plaza, Carlos R. Tobar y Gonzalo Córdova. 
Leonidas Plaza lucía como favorito: era el comandante supremo del Ejército. Flavio Alfaro, su contendor radical, había sido eliminado. Apareció la candidatura de Carlos R. Tobar, ministro de Relaciones Exteriores, que contaba con el apoyo de los conservadores. Leonidas Plaza triunfó con 62.374 votos, seguido de Carlos R. Tobar que obtuvo 754, y Gonzalo Córdova que obtuvo 507 y 195 votos para el resto de personas.
Leonidas Plaza asumió el cargo de Presidente Constitucional de la República el 1 de septiembre de 1912.

## Candidatos y Resultados
| Partido                               | Partido                         | Candidato                          | Cargos importantes                              | Votos  | %     |
| ------------------------------------- | ------------------------------- | ---------------------------------- | ----------------------------------------------- | ------ | ----- |
|                                       | Partido Liberal del Ecuador     | Leónidas Plaza Gutiérrez           | Presidente de la República (1901 - 1905)        | 62.374 | 97.7% |
| Gonzalo Fernández de Córdova y Rivera | Partido Liberal del Ecuador     | Ministro de Gobierno (1903 - 1906) | 507                                             | 0.8%   |       |
|                                       | Partido Conservador Ecuatoriano | Carlos Rodolfo Tobar y Guarderas   | Ministro de Relaciones Exteriores (1911 - 1912) | 754    | 1.2%  |
| Otros                                 | Otros                           | Otros                              | Otros                                           | 195    | 0.3%  |

Fuente: